# Pogonomys loriae
Pogonomys loriae és una espècie de mamífer rosegador de la família dels múrids. Viu a altituds d'entre 240 i 3.000 msnm a Indonèsia i Papua Nova Guinea. El seu hàbitat natural són els boscos humits tropicals. És una espècie en risc mínim, és a dir, no sembla que hi hagi cap amenaça significativa per a la seva supervivència. Aquest tàxon fou anomenat en honor de l'etnògraf italià Lamberto Loria.